# Кирило (Шумлянський)
Кирило Шумлянський гербу Корчак (пол. Cyryl Szumlański; бл. 1668 — 30 листопада 1726) — церковний діяч, в унії василіянин, а потім православний єпископ Переяславський та Бориспільський, вікарій Київської митрополії.

## Життєпис
Син унійного Луцького єпископа Атанасія Шумлянського. З 1703 року займав посаду ґенерального офіціала при унійному єпископу Львівському і Кам'янецькому, яким був тоді його стрийко Йосиф Шумлянський. 1711 року обійняв посаду архимандрита Дерманського монастиря. В тому ж році номінований митрополитом Юрієм Винницьким на унійного адміністратора Луцько-Острозької єпархії, на місце Діонісія Жабокрицького, і польський король Август II Сильний погодився на цю номінацію, однак Кирило побажав бути висвяченим в єпископський сан від православного Київського митрополита, тому подався до Києва, щоб прийняти хіротонію від православної Митрополії.
У 1711 році він був хіротонізований на єпископа Луцького православним митрополитом Київським Йоасафом Кроковським. Це висвячення було великою прикрістю для уніятів, які вважали Луцьку єпархію своєю. Уніяти на чолі зі своїм митрополитом Юрієм Винницьким стали вживати всіх заходів до того, щоб видалити Кирила з Луцької кафедри. Вони звернулися за допомогою до Папи Римського. Папа направив послання королю, і король під сильним тиском папи 17 жовтня 1711 видав свою грамоту, якою вимагав від усього русинського духівництва і шляхетства Луцької єпархії, щоб Кирила Шумлянського ніхто не визнавав за єпископа і не надавав йому ніякого послуху і поваги. За Кирила взявся клопотати сам Петро I, відправивши польському королю грамоту, але «по тій грамоті не тільки ніякого задоволення не показано, але і відповіді на ону не вчинили».
Після появи цієї грамоти становище єпископа Кирила стало нестерпним, і він в 1715 році подався до Києва.
У жовтні 1715 (за іншими джерелами, в 1716 році) Кирило був призначений єпископом Переяславським і Бориспільським, вікарієм Київської митрополії.
По зайнятті кафедри єпископа Переяславського продовжував свої колишні зв'язки з деякими православними монастирями і церквами польської — Правобережної України, продовжуючи іменуватися «єпископом Луцьким і Острозьким і належане в короні польській» місць. Остання обставина зіграла роль прецеденту, на підставі якого наступники Кирила по Переяславській кафедрі підтримували зносини з Православним населенням Задніпровської України і «мали піклування про його церковні потреби …».
Після смерті Київського митрополита Йоасафа Кроковського єпископ Кирило керував справами Київської митрополії з травня 1718 до 1722 року. 
Помер 30 листопада 1726 (за іншими джерелами, в 1724 році).